# Clube de Regatas Flamengo (RO)
|  | Aquest article tracta sobre el club de futbol de Porto Velho . Vegeu-ne altres significats a «Flamengo (desambiguació)». |

El Clube de Regatas Flamengo fou un club de futbol brasiler de la ciutat de Porto Velho a l'estat de Rondônia.

## Història
El club va ser fundat el 15 de novembre de 1955. El club va guanyar el Campionat rondoniense els anys 1956, 1960, 1961, 1962, 1965, 1966, 1967, 1982, 1983 i 1985. Participà tres cops al campionat estatal després de la professionalització, els anys 1991, 1992 i 1994, any, aquest darrer, en què desaparegué.

## Estadi
El club disputava els seus partits com a local a l'Estadi Aluízio Ferreira. Té una capacitat màxima per a 7.000 espectadors.

## Palmarès
- Campionat rondoniense:
  - 1956, 1960, 1961, 1962, 1965, 1966, 1967, 1982, 1983, 1985